# Gudurica
Gudurica (serbisch-kyrillisch Гудурица, deutsch Kudritz, ungarisch Temeskutas) ist ein Ort im serbischen Banat in der Provinz Vojvodina. Er gehört zu Opština von Vršac.

## Geschichte
Der Ort wurde zum ersten Mal 1358 als Kuthres erwähnt. 1552 wird die gesamte Region von den Osmanen erobert. Mit der Einnahme der Festung Temesvar 1716 fiel der Ort an das Habsburgerreich. Eine 1717 verfasste amtliche Beschreibung des Ortes bezeichnet ihn als Gutorza, welcher aus nur noch 17 Häusern besteht.
Ab 1719 kamen erste deutsche Siedler angeführt durch Johann Tetz aus dem Elsass, die den Ort neugründeten und hier Weinbau betrieben.
Während des 7. Österreichischen Türkenkriegs wurde der Ort 1738 von mit den Türken verbündeten Rumänen verwüstet.
Nach der Wiederbesiedelung, wird in Kudritz 1741 eine Pfarre errichtet. 1751 zählte der Ort 150 Häuser, welche nur von Deutschen besiedelt waren.

## Einwohner
- 1869: 2.038[6]
- 1880: 2.012[6]
- 1890: 1.812[6]
- 1900: 1.999[6]
- 1910: 2.042[6]
- 1961: 2.105
- 1971: 1.560
- 1981: 1.448
- 1991: 1.338
- 2002: 1.267
- 2011: 1.092